# Asian Tour International

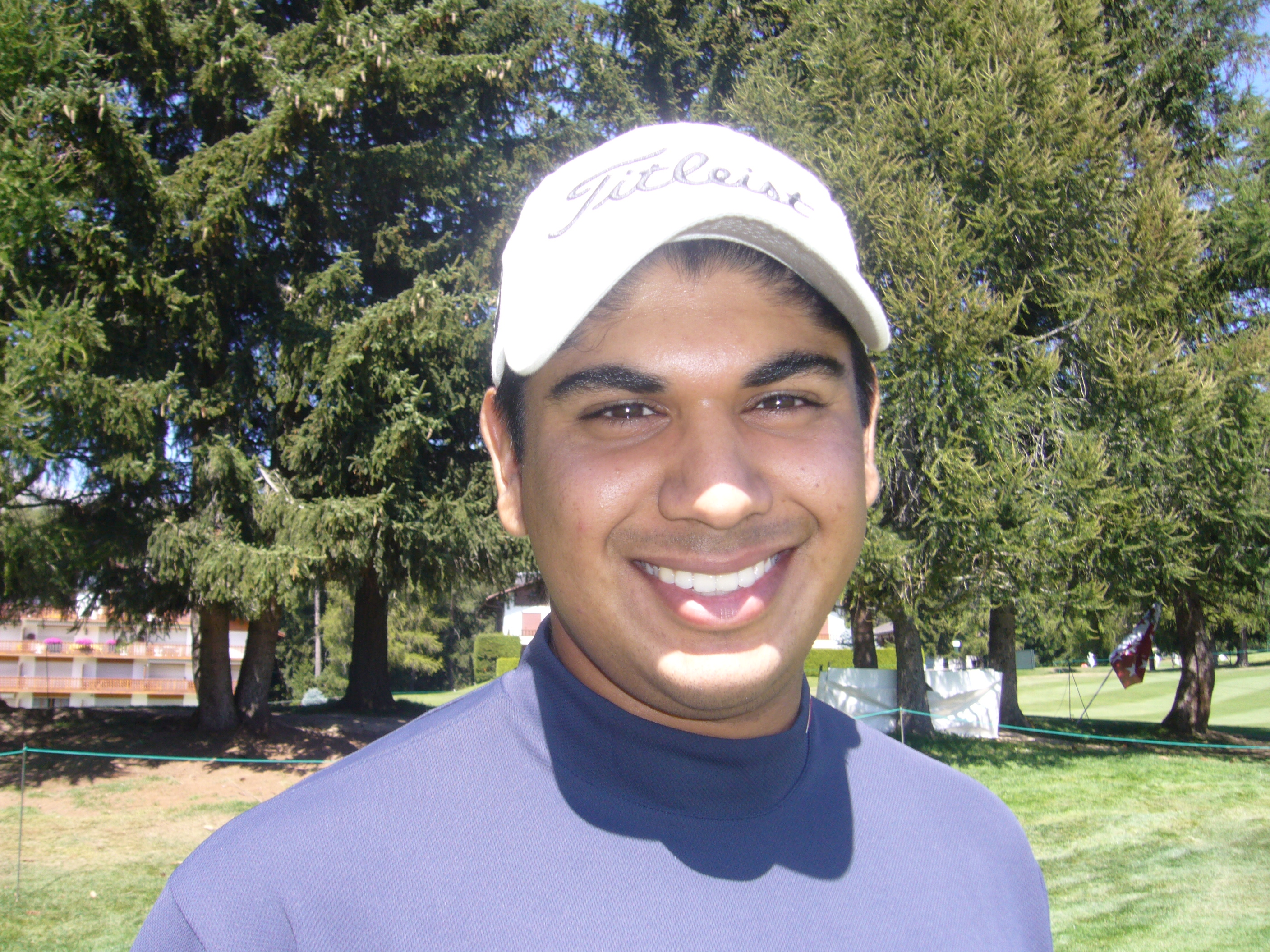
Gaganjeet Bhullar, de winnaar van 2010

De Asian Tour International was een internationaal golftoernooi in Thailand dat deel uitmaakt van de Aziatische PGA Tour.

## Achtergrond
De Asian Tour International begon in 2008, de Queen's Cup en King's Cup in 2009. Voor ieder toernooi werd 300.000 Amerikaanse dollars aan prijzengeld beschikbaar gesteld.
Omdat in 2009 de Indian Masters werd geannuleerd vanwege de aanslagen in Mumbai, werd de International verplaatst en werd dit het openingstoernooi van het seizoen. In 2010 is dat zo gebleven, de Indian Masters werden toen in februari gespeeld.
In 2010 won Gaganjeet Bhullar, inclusief een baanrecord van 64 in de laatste ronde. Guido van der Valk eindigde als tweede Europese speler op de 33ste plaats.

## Winnaars
| Jaar | Baan                           | Winnaar           | Score     |
| ---- | ------------------------------ | ----------------- | --------- |
| 2008 | Pattana Golf and Sports Resort | Lin Wen-tang      | 265 (-23) |
| 2009 | Suwan Golf and Country Club    | James Kamte       | 268 (-16) |
| 2010 | Suwan Golf and Country Club    | Gaganjeet Bhullar | 273 (-11) |